# Fatima Massaquoi
Fatima Massaquoi-Fahnbulleh (1904-1978) fue una educadora pionera liberiana que realizó importantes contribuciones a la vida cultural y social de su país. Nacida en una familia de la realeza africana, realizó sus primeros estudios en Liberia y en 1922 viajó con su padre a Hamburgo, Alemania, donde estudió Medicina. Por temor a las políticas raciales del régimen nazi se trasladó a los Estados Unidos en 1937, allí continuó sus estudios graduándose en Sociología y Antropología. Durante ese periodo colaboró en la elaboración de un diccionario de lengua vai y escribió su autobiografía,pero tuvo que enfrentar una batalla legal por los derechos de su historia, la cual concluyó con una orden judicial que impedía que otros editaran su obra. Volvió a Liberia en 1946 e inmediatamente comenzó a colaborar para establecer una universidad, que más tarde se convertiría en la Universidad de Liberia.
Comprometida con la expansión y conservación de la cultural nacional, Massaquoi trabajó como directora y más tarde como decana del Colegio de Artes Liberales y fue directora fundadora del Instituto de Estudios Africanos. Fue cofundadora de la Sociedad de Autores Liberianos, ayudó a abolir la práctica de cambiar los nombres africanos por versiones occidentalizadas y trabajó para conseguir la estandarización de la escritura vai. A finales de 1960, su hija consiguió que el manuscrito autobiográfico fuera microfilmado para su preservación. Después de la muerte de Massaquoi, sus escritos y notas fueron redescubiertas, editadas y publicadas en 2013 como: The Autobiography of an African Princess.

## Primeros años y educación
Massaquoi nació en Gendema en el distrito de Pujehun al sur de Sierra Leona en 1904, era hija de Momolu Massaquoi, quien se convirtió en cónsul general de Liberia en Hamburgo, Alemania, en 1922, y de Massa Balo Sonjo. Su nombre de nacimiento era Fatima Beendu Sandimanni, pero se omitió lo de Beendu antes de que formara parte de sus registros. Su abuelo paterno era el rey Lahai Massaquoi de los Gallinas y su abuela paterna fue la reina de Sandimannie (o Sandimani) de la aristocrática familia Vai de Sierra Leona. También era tataranieta del rey Siaka de Gendema, que gobernaba sobre los Gallinas en el siglo XVIII.
Massaquoi pasó sus primeros siete años con la hermana de su padre, Mama Jassa, en Njagbacca en el Condado de Garwula, distrito de Grand Cape Mount. Mientras estaba allí, una de las seis esposas de su padre, Ma Sedia, lastimó gravemente sus manos por una falta menor. Esto le causó gran dolor a lo largo de su infancia y afectó su capacidad para tocar el violín. Más tarde se convirtió en una violinista muy competente, aunque sus cicatrices siguieron cohibiéndola incluso de adulta. Después de la escuela primaria, fue enviada a un internado en Julia C. Emery Hall, unido a la misión de Bromley cerca de Clay-Ashland en el condado de Montserrado.

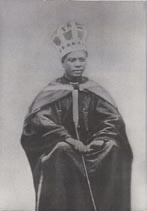
Momolu Massaquoi (c.1905)

Momolu Massaquoi buscó darle a su única hija mujer, que además era su favorita, la mejor educación. Se la llevó con él a vivir en el consulado en Hamburgo en 1922. Primero estudió en St. Anschar Höhere Mädchenschule y rápidamente dominó el alemán. Por recomendación del ama de llaves del consulado, Gertrude von Bobers, a quien estaba muy apegada, pasó algún tiempo en Ginebra, Suiza, en 1932, ahí aprendió francés en la École Supérieure et Secondaire. El mismo año regresó a Hamburgo y acudió a la Helen Lange Schule, donde recibió su certificado de estudios en 1935. Después comenzó a estudiar medicina en la Universidad de Hamburgo y se graduó en 1937.
Su sobrino, Hans J. Massaquoi, que estuvo en Hamburgo durante el mismo período, relata que «Tante Fatima» exóticamente vestida con ropa africana, orgullosamente mantenía sus hábitos africanos y hablaba la lengua vai. Uno de sus mejores amigos en Hamburgo fue el pianista Richard Heydorn, con quien dio muchos recitales. Heydorn era opositor del nazismo y cuando estalló la guerra fue enviado a Rusia y más tarde se le reportó como desaparecido en acción. Ser parte de la primera familia diplomática negra en Alemania siempre fue un desafío, pero con el ascenso del régimen nazi, Momolu Massaquoi comenzó a temer por la seguridad de su hija. Con la ayuda de amigos, consiguió enviarla a los Estados Unidos para evitar las restricciones impuestas a las mujeres y las políticas raciales.

## Vida en Estados Unidos
Massaquoi llegó ese mismo año a los Estados Unidos y experimentó la segregación racial y las leyes de Jim Crow de los estados del sur. Primero asistió a Lane College en Jackson, Tennessee, donde se graduó en Sociología. Dos años más tarde ingresó a la Universidad Fisk en Nashville, para estudiar dos maestrías, Sociología y Antropología, que terminó en 1944. Asistió a su profesor, Mark Hanna Watkins, en su comprensión de la lengua vai, cooperando con él en la compilación de un diccionario de vai. Massaquoi decidió aceptar una beca como asesor lingüístico después de que su padre murió en 1938. Enseñó francés y alemán en Fisk y también se sostenía dando clases de danzas folclóricas africanas y europeas y de violín, gracias a su propia competencia en el instrumento.
En 1940, terminó de escribir un relato autobiográfico de su infancia como miembro de una tribu, las experiencias de su vida con los europeos, su educación en Alemania y Suiza y las impresiones que tenía de América. Watkins le dijo que el inglés del texto era demasiado pobre para ser publicado, pero más tarde afirmó en una carta que Massaquoi había escrito la historia gracias a su insistencia. Mientras esperaba la edición, Massaquoi continuó ayudando a la escuela a preparar un diccionario de la lengua vai, enseñando danza cultural e idiomas, pero no estaba contenta con el arreglo que le reportaba una suma muy pequeña. Cuando intentó recuperar su manuscrito, Watkins se negó y entonces demandó a la Universidad para que se lo regresara y evitar que publicaran su obra. En 1945, obtuvo una orden judicial permanente contra Watkins, el Dr. Thomas E. Jones, presidente de la universidad, y la Universidad Fisk, que les prohibía publicar o recibir alguna recompensa financiera de cualquier publicación de la obra. Massaquoi sentía que habían conspirado en su contra porque era extranjera y porque presumían que no tenía la fuerza para luchar por sus derechos.
En 1946, estando en la Universidad de Boston, Massaquoi completó la edición de la autobiografía (que originalmente fue titulada Bush to Boulevard: The Autobiography of a Vai Noblewoman). Gracias a sus múltiples viajes y a su educación, en esa época hablaba varios idiomas y cuatro dialectos tribales. Además de sus nativos vai y mendé, hablaba inglés que aprendió en la escuela en Liberia, alemán por sus muchos años en Hamburgo y francés por su educación en Suiza..

## Regreso a Liberia

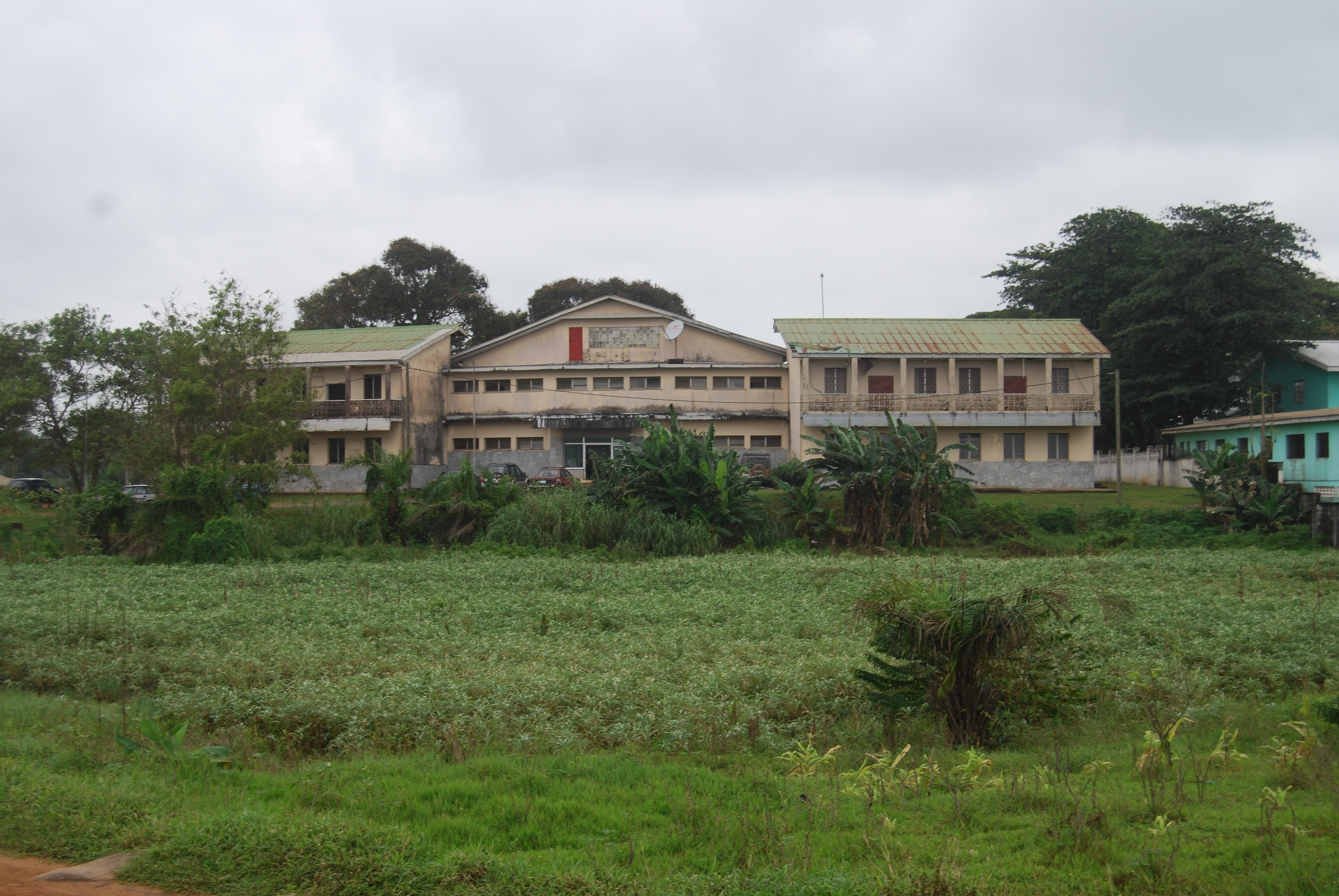
Universidad de Liberia (2009)

Por invitación del presidente William Tubman, Massaquoi regresó a Liberia el 13 de octubre de 1946, para ayudarle a establecer una universidad en Monrovia. Se convirtió en profesora de francés y ciencias del Liberia College en 1947, que más tarde sería la Universidad de Liberia. Se convirtió en directora de la Escuela de Artes Liberales  en 1956 y decana en 1960, además fue cofundadora de la Sociedad de Autores de Liberia. Fundó y dirigió un programa de Estudios Africanos en 1962, que posteriormente evolucionó en el Instituto de Estudios Africanos de la universidad.
Durante el tiempo que permaneció en la universidad, Massaquoi logró vencer el requisito de que los estudiantes adoptaran nombres extranjeros en lugar de mantener los de sus familias indígenas. Por esto mismo, cuando se casó con Ernest Freeman el 26 de julio de 1948, adoptó el nombre tribal de su marido, Fahnbulleh, para ser llamada Fatima Massaquoi-Fahnbulleh. Su marido también cambió su nombre a Fahnbulleh. Para contribuir al desarrollo cultural y social de Liberia, organizó un seminario en 1962, a través del programa de estudios africanos, para promover la estandarización de la escritura de vai.
Con miras a mejorar la evolución educativa en Liberia, a finales de 1963 y principios de 1964, Massaquoi pasó seis meses en los Estados Unidos con una beca de educación, visitó los colegios de bellas artes y los departamentos universitarios de antropología y sociología, principalmente en el este y el medio oeste. En 1968, mientras vivía en Monrovia con su hija Vivian Seton y sus nietos, sufrió un accidente cerebrovascular. Esto presionó a Seton para conseguir que las 700 páginas de la autobiografía inédita de su madre fueran microfilmadas, por lo que pidió la ayuda de sus colegas de la universidad. Massaquoi se retiró de la universidad en el verano de 1972, recibió un grado honorario de Doctor en Humanidades y también fue condecorada como Gran Comendadora de la Gran Estrella de África por el presidente de Liberia.
Fatima Massaquoi-Fahnbulleh murió en Monrovia el 26 de noviembre de 1978. Después de su muerte, sus manuscritos microfilmados fueron descubiertos por el investigador alemán Konrad Tuchscherer mientras realizaba otra investigación. Arthur Abraham, un historiador de la Universidad Estatal de Virginia, Vivian Seton y Tuchscherer editaron la historia de sus primeras experiencias en Alemania y los Estados Unidos. El libro, The Autobiography of an African Princess, se publicó en 2013 y fue bien recibido por los críticos. Tamba M'bayo de la Universidad de Virginia Occidental declaró: «Los puntos fuertes de esta autobiografía podrían evaluarse en dos o más niveles diferentes. Primero, su sensible y honesto recuento de incluso las más inquietantes experiencias personales[...] Segundo, el gran retrato de la historia cultural y etnolingüística de Sierra Leona y Liberia que se revela en el argumento de Fátima. Rico en contenido y bien orquestado[...]».

## Reconocimientos
A lo largo de su vida Massaquoi recibió varios premios y reconocimientos, tanto local como internacionalmente. Recibió el Busto por el Tricentenario de Molière de parte del gobierno francés en 1955. En 1962, fue honrada con la Orden del Mérito de la República Federal de Alemania por el presidente Heinrich Lübke. Después de su retiro en 1972, le fue concedido el título honorario de Doctor en Humanidades por la Universidad de Liberia y recibió el grado de Gran Comendadora de la Gran Estrella de África por el presidente de Liberia, William R. Tolbert, Jr. Cuando  murió, se llevó a cabo un homenaje en la Universidad de Liberia. Mary Antoinette Brown-Sherman, que hasta ese momento era la única mujer de cualquier parte de África que había sido presidente de una universidad, proclamó: «La suya fue una vida de dedicación a la nación de Liberia y a la causa de la educación».